# 10e étape du Tour d'Italie 1998
Pour un article plus général, voir Tour d'Italie 1998.
La 10e étape du Tour d'Italie 1998 a lieu le 26 mai 1998 entre Vasto et Macerata. Elle est remportée par Mario Cipollini.

## Récit
Mario Cipollini s'impose au sprint pour la quatrième fois dans ce Giro. Il entre dans l'Histoire en rejoignant Eddy Merckx au nombre d'étapes gagnées sur le Giro, avec un total de 25. Le record absolu appartient encore à Alfredo Binda, avec 41 victoires d'étapes.
Silvio Martinello échoue à la deuxième place pour la quatrième fois cette année.
Le classement général est inchangé.

## Classement de l'étape
| \| 1. \| Mario Cipollini \| \| Saeco \| en \| \| \| 2. \| Silvio Martinello \| \| Polti \| + \| 0 s \| \| 3. \| Endrio Leoni \| \| Ballan \| \| m.t. \| |                   |  |        |    |      |
| 1. | Mario Cipollini   |  | Saeco  | en |      |
| 2. | Silvio Martinello |  | Polti  | +  | 0 s  |
| 3. | Endrio Leoni      |  | Ballan |    | m.t. |

## Classement général
| \| 1. \| Alex Zülle \| \| Festina \| en \| \| \| 2. \| Michele Bartoli \| \| Asics \| + \| 5 s \| \| 3. \| Luc Leblanc \| \| Polti \| \| 50 s \| |                 |  |         |    |      |
| 1. | Alex Zülle      |  | Festina | en |      |
| 2. | Michele Bartoli |  | Asics   | +  | 5 s  |
| 3. | Luc Leblanc     |  | Polti   |    | 50 s |